# 吉姆·懷諾斯基
詹姆士·「吉姆」·懷諾斯基（英語：James "Jim" Wnoroski，1950年8月14日—），美國男導演、製片人與編劇。
從1980年代起，懷諾斯基就開始拍攝許多電影，其類型多為B級電影和剝削電影，與導演佛瑞德·歐勒·雷、查爾斯·班德相似。他早期的作品都有在戲院上映，後來近期的作品多是以電視電影或錄影帶首映的方式發行。懷諾斯基的電影時常含有恐怖、驚悚、暴力、怪物或色情，其成本都不高。
懷諾斯基也會拍攝惡搞其他知名作品的電影，如《赤裸死亡习作》（The Bare Wench Project，2000年）是惡搞自《厄夜叢林》（1999年）、《城市辣妹》（Cleavagefield，2009年）是惡搞自《科洛弗檔案》（2008年），以及《Para-Knockers Activity》（2009年）是惡搞自《靈動：鬼影實錄》（2007年）。
偶像是羅傑·科曼，曾在科曼的身旁實習過。

## 作品列表
- 《失落的帝國（英语：The Lost Empire (1984 film)）》（1984年）
- 《夜困殺人場》（1986年）
- 《聖劍屠魔2（英语：Deathstalker II）》（1987年）
- 《壞女人2（英语：Big Bad Mama II）》（1987年）
- 《不是這個星球的（英语：Not of This Earth (1988 film)）》（1988年）
- 《沼澤異形2（英语：The Return of Swamp Thing）》（1989年）
- 《與吸血鬼共枕（英语：Transylvania Twist）》（1989年）
- 《邪靈復活（英语：The Haunting of Morella）》（1990年）
- 《恐怖遊戲（英语：Sorority House Massacre II）》（1990年）
- 《難以啟齒（英语：Sorority House Massacre III: Hard to Die）》（1990年）
- 《猛鬼專線（英语：976-Evil II）》（1991年）
- 《精靈智多星（英语：Munchie）》（1992年）
- 《危险美人心（英语：Sins of Desire）》（1993年）
- 《百萬大保鏢（英语：Little Miss Millions）》（1993年）
- 《ET小精灵（英语：Munchie Strikes Back）》（1994年）
- 《恐龍島（英语：Dinosaur Island (1994 film)）》（1994年）
- 《Point of Seduction: Body Chemistry III》（1994年）
- 《馬桶妖怪4（英语：Ghoulies (film series)）》（1994年）
- 《女巫（英语：Sorceress (1995 film)）》（1995年）
- 《欲望受害者（英语：Victim of Desire）》（1995年）
- 《情不自禁（英语：Virtual Desire）》（1995年）
- 《Body Chemistry 4: Full Exposure》（1995年）
- 《黄蜂女（英语：The Wasp Woman (1995 film)）》（1995年）
- 《校園英雄隊（英语：Demolition High）》（1996年）
- 《執法精英（英语：Fugitive Rage）》（1996年）
- 《太空吸血鬼（英语：Vampirella (film)）》（1996年）
- 《狂飆殺手（英语：Against the Law (1997 film)）》（1997年）
- 《戰略總動員（英语：The Pandora Project）》（1998年）
- 《魔警風暴》（Storm Trooper，1998年）
- 《沙漠特遣隊（英语：Desert Thunder）》（1999年）
- 《緊急戰略》（Stealth Fighter，1999年）
- 《搶救大船難（英语：Final Voyage）》（1999年）
- 《絕命尤物》（The Escort III，1999年）
- 《赤裸死亡习作》（The Bare Wench Project，2000年）
- 《黑鷹墜落（英语：Rangers (film)）》（2000年）
- 《絕命北極》（Militia，2000年）
- 《叠影惊潮（英语：Thy Neighbor's Wife (2001 film)）》（2001年）
- 《飛天暴龍（英语：Raptor (film)）》（2001年）
- 《赤裸死亡习作2》（The Bare Wench Project 2: Scared Topless，2001年）
- 《赤裸死亡习作3》（The Bare Wench Project 3: Nymphs of Mystery Mountain，2002年）
- 《食人火蜥蜴（英语：Project Viper）》（2002年）
- 《狂風壓境（英语：Gale Force）》（2002年）
- 《靓女猎艳（英语：Treasure Hunt (2003 film)）》（2003年）
- 《啦啦隊長大屠殺》（2003年）
- 《Bare Wench Project: Uncensored》（2003年）
- 《Busty Cops》（2004年）
- 《恐龍島（英语：Curse of the Komodo）》（2004年）
- 《暗黑之翼：神龍歸來（英语：Gargoyle: Wings of Darkness）》（2004年）
- 《怪從底出（英语：The Thing Below）》（2004年）
- 《藍色魔鯊（英语：Blue Demon (film)）》（2004年，僅監製）
- 《絕地異種（英语：Deep Evil）》（2004年，僅監製）
- 《琼斯和姐妹们的旅程》（Alabama Jones and the Busty Crusade，2005年）
- 《欲望连接（英语：Lust Connection）》（2005年）
- 《赤裸死亡习作4》（Bare Wench Project: The Final Chapter，2005年）
- 《緊急迫降》（Crash Landing，2005年）
- 《極地毀滅（英语：Sub Zero (film)）》（2005年）
- 《乳鎮女巫》（2005年）
- 《科摩多龍大戰金剛巨蟒（英语：Komodo vs. Cobra）》（2005年）
- 《乳镇女巫2》（The Witches of Breastwick 2，2005年）
- 《衝擊波》（A.I. Assault，2006年）
- 《The Da Vinci Coed》（2007年）
- 《豐乳鎮嬌妻》（The Breastford Wives，2007年）
- 《飛天聖戰》（Cry of the Winged Serpent，2007年）
- 《食骨惡靈（英语：Bone Eater）》（2007年）
- 《07感官世界情欲版》（House on Hooter Hill，2007年）
- 《Busty Cops Go Hawaiian》（2009年）
- 《城市辣妹》（Cleavagefield，2009年）
- 《Para-Knockers Activity》（2009年）
- 《The Devil Wears Nada》（2009年）
- 《The Hills Have Thighs》（2010年）
- 《暴鱷戰超鱷》（2010年）[5]
- 《巨乳女警與否認石》（Busty Cops and the Jewel of Denial，2010年）
- 《Monster Cruise》（2010年）
- 《食人巨蛛（英语：Camel Spiders (film)）》（2011年）
- 《龍蛇（英语：Piranhaconda）》（2012年）
- 《Gila!》（2012年）
- 《Sexy Wives Sinsations》（2013年）
- 《Pleasure Spa》（2013年）
- 《Hypnotika》（2013年）
- 《Sexually Bugged!》（2014年）
- 《Water Wars》（2014年）
- 《Shark Babes》（2015年）
- 《鯊女大屠殺（英语：Sharkansas Women's Prison Massacre）》（2015年）
- 《Scared Topless》（2015年）
- 《墨菲鬧聖誕（英语：A Doggone Christmas）》（2016年）
- 《Legend of the Naked Ghost》（2017年）
- 《墨菲逃離好萊塢（英语：A Doggone Hollywood）》（2017年）
- 《尼斯湖水怪怪怪怪（英语：Nessie & Me）》（2017年）
- 《眼鏡蛇鱷》（CobraGator，2018年）
- 《Attack of the 50 Foot CamGirl》（2022年）
- 《波波大战大脚怪》（Bigfoot or Bust，2022年）
- 《女巨人袭击》（Giantess Battle Attack，2022年）
- 《Killbots》（2023年）

## 外部連結
- 吉姆·懷諾斯基在互联网电影资料库（IMDb）上的資料（英文）
- Interview with Jim Wynorski （页面存档备份，存于） on (re)Search my Trash
- 吉姆懷諾斯基 JIM WYNORSKI-開演電影網 （页面存档备份，存于）